# August Harambašić
August Harambašić (14. července 1861, Donji Miholjac – 16. července 1911, Záhřeb) byl chorvatský realistický básník, politik a překladatel.

## Biografie
Studoval právo ve Vídni a v Záhřebu. Aktivně se zapojil do činností Strany práva, jednoho z politických proudů v zemi na konci 19. století. Jeho politická činnost vedla k několika trestním stíháním, a také věznění.
Kromě toho, že byl básník se živil jako reportér pro různé noviny a časopisy (např. Preporod, Bič, Trn, Balkan, Hrvatska vila i Prosvjeta). V roce 1883 vyšla jeho první sbírka básní s názvem Ružmarinke (česky Rozmarýnky), poté vyšly i některé další (Slobodarke, Sitne pjesme (1884), Tugomilke (1887) a Pesničke pripovijesti (1889). V roce 1901 byl zvolen do chorvatského sněmu, Saboru.
Kromě vlastní literární tvorby také překládal z řady jazyků, včetně např. ruštiny, bulharštiny, nebo češtiny.